# فتح كرويه (1478)
وقع الحصار الرابع لكرويه من قبل الإمبراطورية العثمانية لكرويه في ألبانيا عام 1478، بعد عشر سنوات من وفاة إسكندر بك، وأسفر عن فتح العثمانيين للمدينة بعد فشل ثلاثة حصارات سابقة.
معنوياتهم وضعفهم الشديد بسبب الجوع ونقص الإمدادات من الحصار الذي استمر لمدة عام، استسلم المدافعون الألبان للسلطان محمد الفاتح، الذي وعدهم بأنهم يمكن أن يتركوا سالمين في المقابل. أحد المصادر التاريخية الهامة حول هذا الحصار هو المجلد الرابع من مخطوطة Annali Veneti e del Mondo التي كتبها ستيفانو ماغنو.